# Eringsboda landskommun
Eringsboda landskommun var en tidigare kommun i Blekinge län.

## Administrativ historik
Kommunen inrättades år 1870 när Eringsboda socken bröts ut ur Tvings socken.
Kommunreformen 1952 innebar för Eringsbodas del en återförening med Tving. En ny separaration genomfördes 1963, då dåvarande Eringsboda församling fördes till nybildade Kallinge kommun  som sedan 1971 är en del av Ronneby kommun).
Området tillhör sedan 1971 Ronneby kommun.

## Politik

### Mandatfördelning i valen 1938-1946
| 11 | 7 | 2 | 4 |

| 24 |

| 7 | 7 | 3 | 3 |

| 20 |

| 7 | 1 | 8 | 2 | 2 |

| 20 |